# Бородин, Геннадий Петрович
Геннадий Петрович Бородин (25 ноября 1930, с. Касмала, Алтайский край — 12 февраля 2009, с. Усть-Мосиха, Алтайский край) — мастер-сыродел, Герой Социалистического Труда.

## Биография
Родился 25 ноября 1930 года в селе Касмала Западно-Сибирского края (ныне Алтайский край). В восемь лет остался без отца, а в одиннадцать лишился матери. На воспитание его взяла родная тетя Мария Гурьяновна.
После окончания 7 класса пришел работать на маслодельный завод, который во время войны из соседнего села Харьково перевели в Касмалу. Здесь работал помощником мастера-маслодела, помощником мастера по сыроделию, затем — общим мастером, который отвечал за весь процесс. Два года учился в школе мастеров сыроделия в с. Алтайском Алтайского района.
В 1964 году назначен мастером Усть-Мосихинского сыродельного завода ребрихинского района, который являлся филиалом Ребрихинского маслосырзавода (сейчас — ОАО «Ребрихинский маслосырзавод»). Занялся выпуском «Эстонского» сыра.
Был членом КПСС, принимал участие в XIX Всесоюзной конференции КПСС. В марте 1967 года был избран депутатом Алтайского краевого Совета народных депутатов.
В 1990 году вышел на пенсию, умер 12 февраля 2009 года, похоронен в с.Усть-Мосиха.

## Награды и звания
- За трудовые успехи в социалистическом соревновании в июне 1966 года Указом Президиума Верховного Совета СССР ему было присвоено звание Героя Социалистического Труда с вручением ордена Ленина и Золотой звезды «Серп и молот».
- В 1980 году на Всероссийском смотре качества в г. Балашове представленные образцы сыра Усть-Мосихинского цеха завоевали первое место, а мастер Бородин Г. П. был награждён Дипломом II степени.

## Память
- В 1973 году решением бюро Алтайского крайкома КПСС и исполкома Краевого совета народных депутатов, президиума крайсовпрофа и бюро крайкома ВЛКСМ для работников пищевой промышленности была учреждена премия импени Героя Социалистического Труда Г. П. Бородина.